# Jean Antoine Villemin
Jean-Antoine Villemin (Prey (Vosges), 28 de janeiro de 1827 — 6 de outubro de 1892) foi um médico francês. Demonstrou em 1865 que a tuberculose é uma doença infecciosa.

## Biografia
Villemin nasceu no departamento de Vosges, e estudou medicina na Escola Médica Militar de Estrasburgo, qualificando-se como doutor do exército em 1853. Depois foi médico no Hospital Militar Val-de-Grâce em Paris. Em 1874 tornou-se membro da Academia Nacional de Medicina da França, sendo vice-presidente da academia em 1891.
Villemin provou que a tuberculose é uma doença infecciosa inoculando coelhos de laboratório com material infectado de humanos e gatos. Publicou seus resultados no tratado Etudes sur la Tuberculosis, onde descreveu a transmissão da tuberculose de humanos para coelhos, e de coelhos para coelhos. Contudo, suas descobertas foram ignoradas pela comunidade cientifica da época, e as contribuições de Villemin passaram despercebidas até que anos depois foram corroboradas por outros pesquisadores. O Prêmio Leconte foi concedido postumamente a Villemin (e seu valor monetário de 50 mil francos entregue a seus herdeiros) em 1893 em reconhecimento de sua obra.